# 中國駐札幌總領事館
中华人民共和国駐札幌總領事館（日语：／），简称中国驻札幌总领事馆，是中華人民共和国在日本北海道札幌市設置的總領事館。
1980年9月，中國在日本的第二家總領事館中华人民共和国駐札幌總領事館在札幌市開設。開設時間僅次於中華人民共和國駐大阪總領事館。首任總領事是陈抗。

## 所在地
〒064-0913　北海道札幌市中央区南13条西23-5-1（5-1，NISHI 23-CHOME，MINAM 13-J0，CHUO-KU，SAPPORO）

## 領事轄區
北海道、青森縣、秋田縣、岩手縣

## 機構設置
中國駐札幌總領事館設置下列機構：
- 领侨处
- 办公室